# Sapromyza nigriventris
Sapromyza nigriventris är en tvåvingeart som beskrevs av Blanchard 1852. Sapromyza nigriventris ingår i släktet Sapromyza och familjen lövflugor. Inga underarter finns listade i Catalogue of Life.